# Dana Lim
Dana Lim A/S, tidligere Dansk Limfabrik, er en dansk virksomhed, der fremstiller lim, klister, fugemasse etc.
Kai Leopold Hansen opfandt i foråret 1928 på Hotel Postgaarden i Køge den lim, der skulle blive det bærende produkt på fabrikken. Ved at opløse gamle biograffilm i acetone skabte han ikke kun en kvalitativt overlegen lim i forhold til datidens kvaliteter, men også et produkt der blev et af landets mest kendte – den gule tube Dana Lim. Året efter etablerede han Dansk Limfabrik i Nørregade.
I 1948 flyttede fabrikken til Københavnsvej, og fire år senere døde Kai Hansen pludseligt. Hans ungdomselskede og husbestyrerinde Anna Margrethe Hincheli - som fabrikken var testamenteret til - valgte at stifte Kai Hansens Fond og forærede limfabrikken til Kai Hansens Fond. I 1955 overtog Kai Hansens Fond Dansk Limfabrik, der i 1973 blev et aktieselskab. Dansk Limfabrik A/S skiftede i 1988 navn til Dana Lim A/S. I 1998 blev De Carlske Fabriker opkøbt, i 2000 blev datterselskabet Danalimas UAB etableret i Litauen.
I 2001 blev Åffa A/S opkøbt; tre år senere var det Emo Färg AB, der opkøbtes, og i 2006 blev Dana Lim AB etableret som datterselskab i Sverige. Siden er også Dana Lim Beijing etableret i Kina 2008, og senest er Dana Lim Norge AS etableret i 2015.
Dana Lim A/S er fuldstændigt dansk ejet af Kai Hansens Fond. Fonden uddeler hvert år Dana Lim Prisen til videnskabelig forskning, der fremmer danske erhvervsliv og samfund.